# دونكان هوبكينز
دونكان هوبكينز (بالإنجليزية: Duncan Hopkins)‏ هو عازف جاز وملحن بريطاني، ولد في 21 سبتمبر 1967.